# Areca glandiformis
Areca glandiformis là một loài thực vật có hoa thuộc họ Arecaceae.
Loài này chỉ có ở quần đảo Maluku, Indonesia.
Chúng hiện đang bị đe dọa vì mất môi trường sống.